# Grandpuits-Bailly-Carrois
Grandpuits-Bailly-Carrois är en kommun i departementet Seine-et-Marne i regionen Île-de-France i norra Frankrike. Kommunen ligger i kantonen Mormant som tillhör arrondissementet Melun. År 2022 hade Grandpuits-Bailly-Carrois 1 014 invånare.

## Befolkningsutveckling
Antalet invånare i kommunen Grandpuits-Bailly-Carrois
| Referens: INSEE |